# Ceratagallia arroya
Ceratagallia arroya är en insektsart som beskrevs av Paul W. Oman 1939. Ceratagallia arroya ingår i släktet Ceratagallia och familjen dvärgstritar. Inga underarter finns listade i Catalogue of Life.